# بيرسي هيثيرنغتون فيتزجيرالد
بيرسي هيثيرنغتون فيتزجيرالد (بالإنجليزية: Percy Hetherington Fitzgerald)‏ (1834 - 1925، دبلن في جمهورية أيرلندا)؛ ، رسام، مؤرخ وروائي بريطاني.